# Федерація виробників косметики
Федерація виробників косметики або Fédération des entreprises de la beauté (FEBEA) — професійна спілка виробників косметичних продуктів, що діють у Франції (парфумерія, засоби догляду, косметика, засоби гігієни та продукти для обличчя, тіла й волосся). Є однією з найбільш впливових косметичних організацій у світі, а також представником сектора косметології перед державним органам та іншими зацікавленим сторонам.

## Історія
Історія французької Федерації виробників косметики сягає кінця ХІХ століття, коли в 1890 році було створено Національну спілку французької парфумерії, яку очолив Айме Герлен з компанії Guerlain. Спілка швидко розвивається, а 1974 року стає Французькою федерацією виробників парфумерії, косметики і туалетних виробів (Fédération Française des Industries de Produits de Parfumerie, de Beauté et de Toilette). 1991 року організація стає Федерацією парфумерної промисловості (Fédération des Industries de la Parfumerie).
2008 року федерація одержала назву Федерація виробників косметики (FEBEA).

## Сучасність
FEBEA об'єднує понад 300 компаній, з яких 82 % — це малі та середні підприємства, 18 % — середні компанії або великі групи. В спілку входять підприємства, які займають ринок більш як 90 % косметологічної продукції, що продається у Франції.
З 2014 року FEBEA очолює Патрік О'Куін (Patrick O'Quin).
До FEBEA входять такі професійні синдикати (об'єднання):
- Дистриб'юторів
- Фармацевтів
- Роздрібна торгівля
- Продукція призначена для продажу професіоналам
- Прямі продажі (домашні, інтернет, пошта)